# Hospet
Hospet è una città dell'India di 163.284 abitanti, situata nel distretto di Bellary, nello stato federato del Karnataka. In base al numero di abitanti la città rientra nella classe I (da 100.000 persone in su). La città è la base di partenza per le escursioni turistiche verso Hampi.

## Geografia fisica
La città è situata a 15° 16' 0 N e 76° 24' 0 E e ha un'altitudine di 479 m s.l.m..

## Società

### Evoluzione demografica
Al censimento del 2001 la popolazione di Hospet assommava a 163.284 persone, delle quali 83.430 maschi e 79.854 femmine. I bambini di età inferiore o uguale ai sei anni assommavano a 19.892, dei quali 10.254 maschi e 9.638 femmine. Infine, coloro che erano in grado di saper almeno leggere e scrivere erano 105.920, dei quali 60.098 maschi e 45.822 femmine.